# ベネシュ布告
ベネシュ布告（ベネシュふこく、チェコ語: Benešovy dekrety、スロバキア語: Benešove dekréty）とは、第二次世界大戦期にチェコスロバキア亡命政府が議会の採決なしに発令施行した一連の共和国大統領令 (Dekrety presidenta republiky) の総称である。現在では戦後のチェコスロバキアにおけるドイツ人やハンガリー人の地位に関する大統領令を指すことが多い。

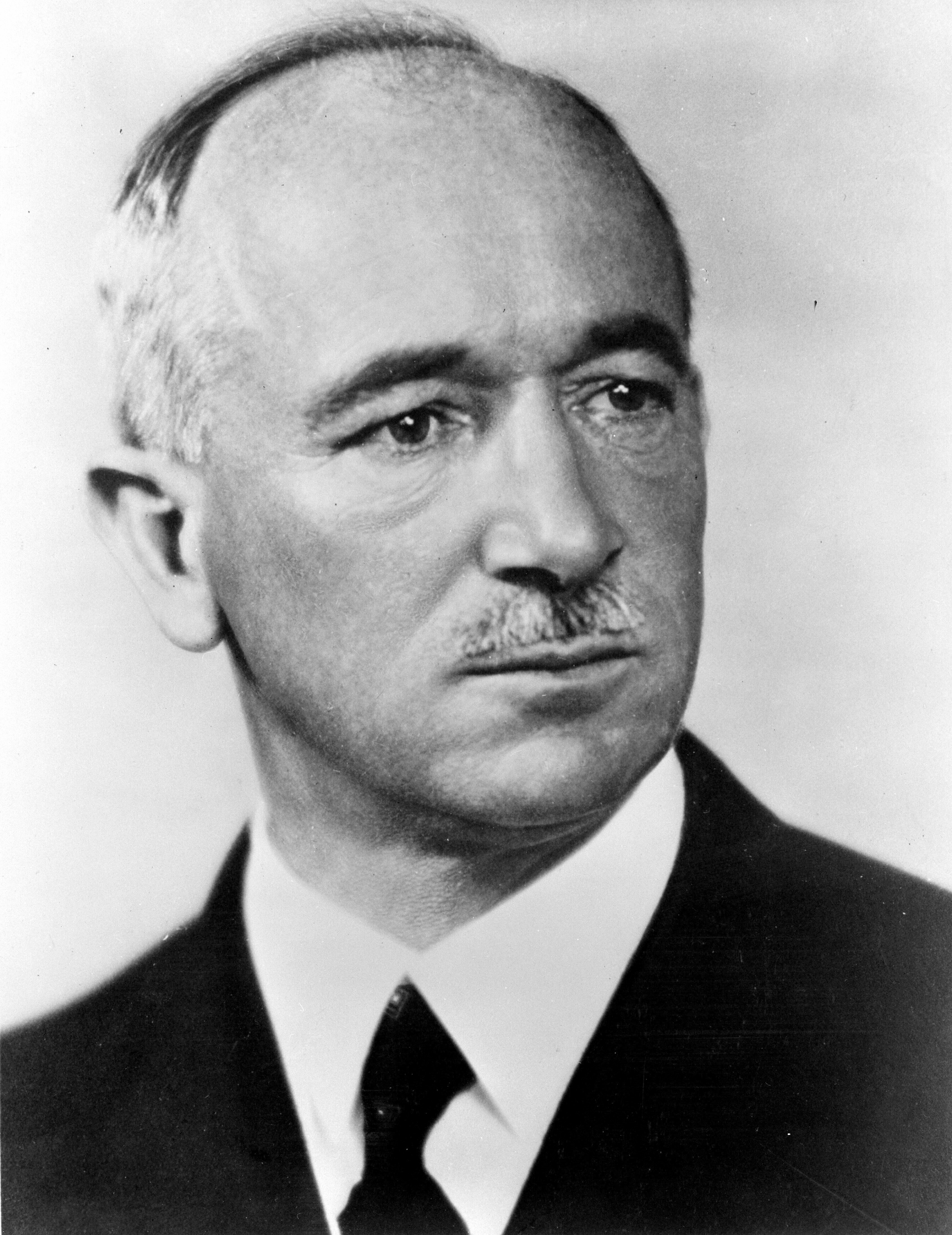
チェコスロバキア大統領を務めたエドヴァルド・ベネシュ（1884年 - 1948年）

## 概要
大統領令は、ロンドン亡命政府時代にエドヴァルド・ベネシュ大統領が署名した法令で、1940年から1945年までロンドンで発行された亡命政府の官報「チェコスロバキア官報」 (Úř. věst. čsl., Úřední věstník československý) で発令された。また1945年4月のチェコスロバキア解放後も、議会体制確立までの間、亡命政府に引き続き国民戦線主導の第三共和国政府が大統領令の形で法令を発令した。
ロンドン亡命政府時代の1940年7月21日の「チェコスロバキア共和国の国家成立に関する暫定的諮問機関としての国家委員会設立に関する憲法命令」（大統領憲法令1940年チェコスロバキア官報1号、Ústavní dekret o ustavení Státní rady jako poradního sboru prozatímního státního zřízení Československé republiky）から1945年10月27日の「刑事訴訟手続における請求権の制限に関する命令」（大統領令1945年法律143号、Dekret o omezení žalobního práva v trestním řízení）までの計143件（うち憲法命令17件）が発令された。このうちロンドン亡命政府によって45件（うち憲法命令11件）、第三共和国政府によって98件（うち憲法命令6件）が発令された。
このうち第三共和国時代の98件については、現代も問題となっているドイツ人およびハンガリー人に対する戦後処理法令が含まれるものの、公私企業の接収と国営会社転換を定めた命令（大統領令1945年法律100号、101号、102号、103号）など、大半は戦後新体制の確立に必要な各種制度制定に関する法令である。これらの大統領令は1946年3月5日に、暫定国民議会が憲法法（チェコスロバキア暫定国民議会1946年法律57号、Ústavní zákon）を可決したことによって遡及的に承認されたが、のちに大統領令に代わる法律の整備にともない半数が廃止された。

## 議論となっている大統領令
- 大統領令1945年法律5号 - 「特定資産の無効に関する大統領令－弾圧に対する法的処置およびドイツ人、ハンガリー人、内通者および敵側協力者ならびに特定組織団体の資産の国家管理」(Dekret presidenta o neplatnosti některých majetkově - právních jednání z doby nesvobody a o národní správě majetkových hodnot Němců, Maďarů, zrádců a kolaborantů a některých organizací a ústavů)
- 大統領令1945年法律12号 - 「ドイツ人、ハンガリー人および内通者ならびにチェコ民族およびスロバキア民族の利敵者における農業財産の没収および分配促進に関する大統領令」(Dekret presidenta o konfiskaci a urychleném rozdělení zemědělského majetku Němců, Maďarů, jakož i zrádců a nepřátel českého a slovenského národa)
- 大統領令1945年法律16号 - 「ナチ犯罪者、内通者と加担者に対する処罰および特別人民法廷に関する大統領令」(Dekret presidenta o potrestání nacistických zločinců, zrádců a jejich pomahačů a o mimořádných lidových soudech)
- 大統領令1945年法律27号 - 「国内居住地の統一管理に関する大統領令」(Dekret presidenta o jednotném řízení vnitřního osídlení)
- 大統領令1945年法律28号 - 「ドイツ人、ハンガリー人ならびにチェコ、スロバキアおよびその他のスラブ民族農業者に対する国家敵性人物の居住地および農地に関する大統領令」(Dekret presidenta o osídlení zemědělské půdy Němců, Maďarů a jiných nepřátel státu českými, slovenskými a jinými slovanskými zemědělci)
- 大統領憲法令1945年法律33号 - 「ドイツ人およびハンガリー人のチェコスロバキア市民権に関する大統領憲法令」(Ústavní dekret presidenta o úpravě československého státního občanství osob národnosti německé a maďarské)
- 大統領令1945年法律108号 - 「敵性財産の没収および国家回復の資金に関する大統領令」(Dekret presidenta o konfiskaci nepřátelského majetku a Fondech národní obnovy)

第三共和国政府は1948年4月13日、「ドイツ人およびハンガリー人に対するチェコスロバキア市民権返還に関する政令」（1948年政令76号、Vládní nařízení o vrácení československého státního občanství osobám národnosti německé a maďarské）を施行し、大統領憲法令1945年法律33号で市民権を停止したチェコスロバキア国内に居住するドイツ人やハンガリー人について、制限付きで市民権回復を認めた。さらに翌1949年には同政令に代わる「ドイツ人に対するチェコスロバキア市民権返還に関する政令」（1949年政令252号、Vládní nařízení o vrácení československého státního občanství osobám německé národnosti）が施行され、ほぼすべての国内ドイツ人に対し、市民権回復を認めた。

## ヨーロッパの戦後清算とベネシュ布告
ベネシュ布告は、1945年から1947年にかけてチェコスロバキア国籍のドイツ人およそ260万人をドイツやオーストリアに強制移転（追放）した事件（ドイツ人追放）との関係で争点となっている。
チェコスロバキアでは、チェコを支配下に置いたナチス・ドイツや、ナチスによるチェコスロバキアの混乱に乗じてスロバキアに侵攻し、中世ハンガリー王国の版図復活を狙ったハンガリーへの利敵協力行為があったとして、ドイツ系およびハンガリー系住民に対し、財産没収やドイツ、オーストリア、ハンガリーへの国外追放を行った。
ベネシュ布告ではドイツ系およびハンガリー系住民全体に対し、内通者や利敵協力者として市民権を停止し、財産没収を行った。この過程でチェコスロバキア国内のドイツ系市民の約90%が国外追放された。またチェコスロバキア解体のきっかけとなったズデーテン地方のドイツ併合にドイツ系住民が大きな関わりを持ったことから、チェコ人の非難がドイツ系住民に集中した。
一方、ほぼすべての大統領令で、処罰規定は反ファシストには適用しないことが明確にうたわれていた。この「反ファシスト」には明確な定義が与えられておらず、結果としておよそ25万人のドイツ系住民がチェコスロバキアにとどまり、後に反ファシスト運動や国内産業の発展に貢献した人物もいた。

### 現在
布告の半数はのちに廃止されたが、一部はチェコ共和国およびスロバキア共和国で現在も法的に有効である。両国では第二次世界大戦の結果を覆すことに結びつくとして、ベネシュ布告の効力停止に消極的姿勢を示しているが、隣国のオーストリア、ドイツ、ハンガリーとの間の政治関係になお影響を与えている。
チェコスロバキア国内から追放されたドイツ系住民が組織するズデーテン・ドイツ人協会は、集団犯罪の原則に基づいてベネシュ布告の廃止を求めているものの、ヨーロッパや国際的な法廷は、人権に関する国際条約がベネシュ布告以降に発効しているとして、ベネシュ布告に関連する案件の裁定を拒否している。またチェコのミロシュ・ゼマン元首相は、追放に対する賠償問題に発展する潜在的可能性を指摘し、布告の廃止は検討するべきではないと主張している。
スロバキア共和国国民議会は2007年9月20日、スロバキアのハンガリー人政党の一つ、ハンガリー人連立党 (SMK) が提出したハンガリー人に対する賠償法案を否決した上で、戦後布告に関する異議申し立てを拒否する国民議会決議を採択。「戦後処理はナチズムの敗北と国際法の原則に基づくポツダム会議の結論に従ったもので、チェコスロバキア共和国およびスロバキア国民議会（いずれも当時）が行った戦後の決定は差別的慣行に基づくものではなく、これに関して現在新たな法律を制定することはできない」として、布告に基づく戦後処理による関連法令の制定および財産処分の結果について不可侵を宣言した。
これに対し、スロバキアなど中世ハンガリー王国支配地だった周辺諸国のハンガリー系民族保護政策を政権公約として掲げるハンガリーのショーヨム・ラースロー大統領（当時）は不快感を示し、2009年には民族主義者を刺激するとして混乱を懸念し、訪問を見合わせるよう求めたスロバキア政府の要請を無視し、スロバキア南部コマールノ市のイベントに私用で出席するとの名目で、マスコミを集めて徒歩で国境の橋を強行越境しようとする示威行為を行ってスロバキアを非難した。
また、1945年法律28号ではリヒテンシュタインを統治するリヒテンシュタイン侯爵家も適用対象とされ、神聖ローマ帝国時代からの由緒があった同家の所領を没収した。これに対してリヒテンシュタインは従来からチェコスロバキア成立前より自己の国家主権が及んでいた地域（すなわちチェコスロバキア領ではなくリヒテンシュタイン領である）と主張していたために布告の受け入れを拒否し、両国は事実上の関係断絶となった。このため、チェコ共和国・スロバキア共和国に対する国家承認も2009年まで拒否し続けたほか、2009年に両国との外交関係が開設された後もこの問題の最終的解決には至っていない。